# Shibchar
Kalkini (en bengali : শিবচর) est une upazila du Bangladesh dans le district de Madaripur. En 2011, on y dénombrait 318 220 habitants.

## Géographie
Shibchar est situé à 23.3500°N 90.1667°E. Elle compte 69 623 ménages et sa superficie totale est de 332,90 km2. L'upazila est délimitée par la rivière Padma, les upazilas Lohajang et Sadarpur au nord, les upazilas Rajoir et Madaripur Sadar au sud, l'upazila Zajira à l'est et l'upazila Bhanga à l'ouest.

## Materials
Les boucliers en cuir étaient fabriqués à partir d'une grande variété d'animaux trouvés dans le sous-continent indien. Les boucliers en peau étaient fabriqués à partir de buffles d'eau, de cerfs sambars, d'éléphants indiens ou de rhinocéros indiens. Les boucliers en peau de rhinocéros étaient la variante la plus prisée des boucliers en cuir.
Les principaux cours d'eau de l'upazila sont les rivières Padma, Kumar, Arial Khan et Moynakata.

## Démographie
Selon le recensement du Bangladesh de 2011, Shibchar Upazila comptait 69 623 ménages et une population de 318 220 habitants. 77 623 personnes (24,39 %) étaient âgées de moins de 10 ans. Shibchar avait un taux d'alphabétisation (7 ans et plus) de 43,47 %, comparé à la moyenne nationale de 51,8 %, et un rapport de masculinité de 1 033 femmes pour 1 000 hommes. 32 111 personnes (10,09 %) vivaient dans des zones urbaines,.
Lors du recensement du Bangladesh en 1991, Shibchar avait une population de 306 082 habitants. Les hommes représentaient 51,46 % de la population et les femmes 48,54 %. La population de cette upazila était de 143 975 personnes. Le taux d'alphabétisation moyen de Shibchar est de 26,9 % (7 ans et plus), alors que la moyenne nationale est de 32,4 %.

## Administration
Shibchar Thana a été créé en 1930 et a été transformé en upazila en 1983.
L'upazila de Shibchar est divisée en municipalité de Shibchar et en 19 union parishads : Bahertala Dakshin, Baheratala Uttar, Bandarkhola, Baskandi, Charjanazat, Dattapara, Ditiyakhando, Kadirpur, Kathalbari, Kutubpur, Madbarerchar, Nilokhe, Panchar, Sannasirchar, Shibchar, Shiruail, Umedpur, Vhadrasion et Vhandarikandi. Les union parishads sont subdivisés en 108 mauzas et 519 villages.
La municipalité de Shibchar est subdivisée en neuf quartiers et 17 mahallas.